# 43. (istrska) divizija (NOVJ)
43. (istrska) divizija je bila partizanska divizija, ki je delovala v sklopu NOV in POJ v Jugoslaviji med drugo svetovno vojno.
Ustanovljena je bila 29. avgusta 1944.

## Sestava
avgust 1944
- 1. istrska brigada »Vladimir Gortan«
- 2. istrska brigada
- 3. istrska brigada